# 田中荘三
田中 荘三（たなか しょうぞう、1933年12月8日 - 1996年2月15日 ）は、日本の経営者。日本触媒社長を務めた。

## 来歴・人物
大阪府出身。1957年に京都大学経済学部を卒業し、同年に日本触媒化学工業(のちの日本触媒)に入社。1983年3月に取締役に就任し、1987年2月に常務、1989年2月に専務を経て、1990年2月には社長に就任。1996年1月には会長に就任。
1996年2月15日心不全のために死去。62歳没。